# Live in Lisbon
Live in Lisbon è un album dal vivo del cantautore canadese Bryan Adams, pubblicato nel 2005, il DVD è stato diretto da Dick Carruthers.
Fu registrato negli ultimi giorni del Gennaio 2005 al Pavilhão Atlântico di Lisbona durante il Room Service Tour ; il concerto viene registrato in video per celebrare i suoi 25 anni di carriera; Bryan Adams Live In Lisbon viene pubblicato nel dicembre 2005.

## Tracce
1. Room Service – 4:29
2. Open Road – 4:06
3. 18 til I Die – 4:01
4. Let's Make a Night to Remember – 4:46
5. Can't Stop This Thing We Started – 6:00
6. Kids Wanna Rock – 5:33
7. Back to You – 5:23
8. (Everything I Do) I Do It for You – 7:08
9. Summer of '69 – 5:17
10. Cuts Like a Knife – 7:38
11. When You're Gone – 4:55
12. Not Romeo, Not Juliet – 3:32
13. Heaven – 6:17
14. It's Only Love – 6:20
15. The Only Thing That Looks Good on Me Is You – 5:43
16. Cloud Number Nine – 3:49
17. Run to You – 5:46
18. The Best of Me – 5:59
19. Flying – 3:46
20. All for Love – 3:41
21. Straight from the Heart – 3:57
22. Room Service – 4:49

## Band di supporto
- Bryan Adams - chitarra, voce
- Keith Scott - Chitarra solista
- Mickey Curry - batteria
- Gary Breit  - tastiere
- Norm Fisher - basso

## Classifiche

### Classifiche settimanali
| Classifica (2024) | Posizione massima |
| ----------------- | ----------------- |
| Portogallo        | 26                |

### Classifiche video
| Classifica (2005)         | Posizione massima |
| ------------------------- | ----------------- |
| Portogallo                | 2                 |
| Regno Unito (music video) | 28                |